# Dieceza de Trier

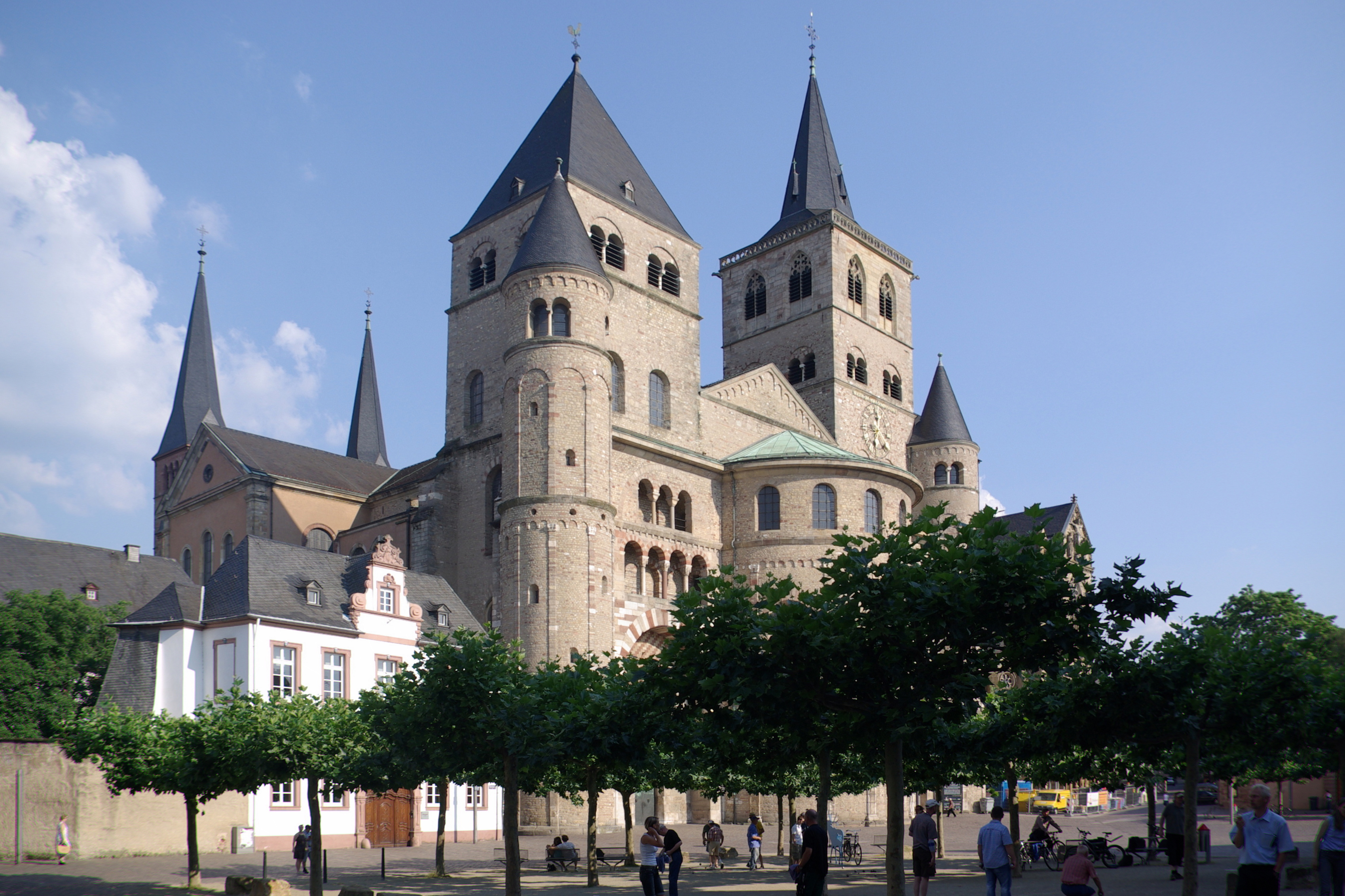
Catedrala din Trier

Dieceza de Trier (în latină Dioecesis Trevirensis) este una din cele douăzecișișapte de episcopii ale Bisericii Romano-Catolice din Germania, cu sediul în orașul Trier. Dieceza de Trier se află în provincia mitropolitană a Arhidiecezei de Köln.

## Istoric
Episcopia a fost înființată în secolul al IV-lea și este una din cele mai vechi din Germania. În anul 772 împăratul Carol cel Mare a acordat imunitate acestei episcopii, iar mai târziu a ridicat-o la rangul de arhiepiscopie, cu jurisdicție asupra teritoriilor de pe malurile stâng și drept al Rinului. 
În anul 1795 arhiepiscopia își pierde teritoriile de pe malul stâng al Rinului din cauza luptelor cu Franța, iar în 1801 teritoriile acestea au fost anexate statului francez. În 1803 arhiepiscopia a fost secularizată, dar a fost reînființată în anul 1821 ca sufragană a  Arhiepiscopiei de Köln. Stephan Ackermann este episcop de Trier din 2009 până în prezent.